# Heinz Hötzl
Heinz Hötzl (* 29. August 1941 in Schirmdorf (Črnci), Jugoslawien) ist ein deutscher Professor für Geohydrologie.

## Werdegang
Hötzl promovierte 1965 an der Universität Graz. 1972 folgte an der Universität Karlsruhe die Habilitation. In Karlsruhe wurde er 1974 zum außerplanmäßigen Professor und 1978 zum Professor für das Fach Hydrogeologie (Forschungsschwerpunkte: Kluft- und Karstgrundwasserleiter, Grundwasser-Beschaffenheit und Stofftransport, Grundwasserverunreinigungen und -sanierung, Tracerhydrologie, Hydrogeologie arider Räume, Integr. Wasserressourcen Management) berufen.
Er war von 1986 bis 1992 Präsident der International Association of Tracerhydrology (ATH), von 1990 bis 1994 Präsident der Deutschen Sektion der International Association of Hydrogeologists (IAH) und von 1993 bis 2006 Präsident der IAH-Karst-Kommission.

## Ehrungen
- 1997 President’s Award der International Association of Hydrogeologists
- 2009 Verdienstkreuz 1. Klasse der Bundesrepublik Deutschland

## Werke
- mit Alois Fenninger: Die Hydrozoa und Tabulozoa der Tressenstein- und Plassenkalke (Ober-Jura). In: Mitteilungen der Abteilung Geologie Palaeontologie und Bergbau am Joanneum. Band 27, 1965, S. 1–61 (zobodat.at [PDF]).
- mit Alois Fenninger: Die Mikroflora und -fauna des Plassen- und Tressensteinkalkes der Typuslokalität (Nördliche Kalkalpen). In: Neues Jahrbuch für Geologie und Paläontologie. Abhandlungen. Band 128, Stuttgart 1967, S. 1–57.
- mit Manfred Nahold, Ulrike Böhler: Chlorierte Kohlenwasserstoffe in Boden, tieferem Untergrund und Aquifer. Prozesse im Untergrund, Erkundung und Sanierung. In: Austrian Journal of Earth Sciences. Band 83, 1990, S. 69–76 (zobodat.at [PDF]).